# Morti nel 1512
| Questa pagina contiene informazioni ricavate automaticamente dalle voci biografiche con l'ausilio del template Bio e di un bot. L'aggiornamento è periodico e automatico e ricostruisce completamente la pagina. Se manca una persona in questa lista, sei pregato di non aggiungerla, ma accertati piuttosto che la sua voce biografica contenga il template Bio e che i dati anagrafici siano correttamente compilati. Se il template Bio manca, inseriscilo tu stesso o, in alternativa, metti l'avviso {{tmp\|Bio}} che ne segnala la mancanza. Se i dati riportati sono sbagliati, correggi direttamente la voce biografica; le modifiche saranno visibili in questa lista entro pochi giorni. Per chiarimenti vedi il progetto biografie. La lista contiene solo le 49 persone che sono citate nell'enciclopedia e per le quali è stato implementato correttamente il template Bio. Pagina aggiornata al 18 feb 2025. |

- 2 gennaio - Svante Nilsson, sovrano svedese (n. 1460)
- 10 gennaio - Fregosino Fregoso, condottiero italiano (n. 1460)
- 23 gennaio - Vlad V cel Tânăr, principe (n. 1488)
- 30 gennaio - Reinardo IV di Hanau-Münzenberg, conte tedesco (n. 1473)
- 2 febbraio - Lancino Curti, poeta italiano
- 2 febbraio - Hatuey, condottiero nativo americano
- 19 febbraio - Federico Contarini, militare e politico italiano (n. 1479)
- 22 febbraio - Amerigo Vespucci, navigatore, esploratore e cartografo italiano (n. 1454)
- 23 febbraio - Sigismondo de' Conti, umanista e storico italiano (n. 1432)
- 29 marzo - Lucas Watzenrode, vescovo cattolico polacco (n. 1447)
- 5 aprile - Lazzaro Bastiani, pittore italiano (n. 1429)
- 11 aprile - Ivo d'Allegri, condottiero francese (n. 1452)
- 11 aprile - Asakura Sadakage, militare giapponese (n. 1473)
- 11 aprile - Gaston de Foix-Nemours, nobile francese (n. 1489)
- 11 aprile - Raffaele de' Pazzi, condottiero italiano (n. 1471)
- 21 maggio - Pandolfo Petrucci, politico italiano (n. 1452)
- 26 maggio - Bayezid II, sultano ottomano (n. 1447)
- 27 maggio - Antonio Savorgnan, politico italiano (n. 1458)
- 31 maggio - Giovanni Cristoforo Romano, scultore e medaglista italiano (n. 1456)
- 7 luglio - Gian Niccolò Trivulzio, nobile e condottiero italiano (n. 1479)
- 2 agosto - Alessandro Achillini, anatomista e filosofo italiano (n. 1463)
- 5 agosto - Costanzo II Sforza, nobile italiano (n. 1510)
- 15 agosto - Imperia Cognati, italiana (n. 1486)
- 24 agosto - Francesco Pucci, umanista italiano (n. 1463)
- 5 ottobre - Sofia di Polonia, nobildonna polacca (n. 1464)
- 31 ottobre - Anna di Sassonia, principessa tedesca (n. 1437)
- 31 ottobre - Alessandro Benedetti, anatomista, medico e umanista italiano (n. 1450)
- 31 ottobre - Antonio Pizzamano, umanista e vescovo cattolico italiano
- 13 novembre - Emery d'Amboise, militare francese (n. 1434)
- Jacopo Antiquari, umanista italiano (n. 1444)
- Luigi Avogadro, condottiero italiano
- Pietro Belverte, scultore italiano
- Lancino Corti, poeta italiano
- Paolo Farnese, italiano (n. 1504)
- Ventura Fenaroli, condottiero italiano
- Cesare Gonzaga, militare e letterato italiano (n. 1476)
- Eleonora Gonzaga, nobildonna italiana (n. 1488)
- Antoon I Keldermans, architetto belga
- Koca Mustafa Pascià, politico ottomano
- Fiammetta Michaelis, italiana (n. 1465)
- Johannes Numeister, tipografo tedesco
- Abdul Jamil Shah I di Pahang, sovrano malese
- Manuele Paleologo, nobile (n. 1455)
- Giacomo Secco, condottiero italiano (n. 1451)
- Francesco Maria Sforza, conte italiano (n. 1491)
- Rodrigo d'Aragona, nobile italiano (n. 1499)
- Francesco II d'Orléans-Longueville, nobile francese (n. 1470)
- Lorenzo della Volpaia, architetto, matematico e orologiaio italiano (n. 1446)
- Francesca di Brandeburgo, nobildonna tedesca